# Cent Illes
Les Cent Illes (grec antic: αἰ Ἑκατόννησοι 'les Cent Illes', adaptat Hecatonnesi) era el nom clàssic d'un grup d'illes entre Lesbos i la costa de l'Àsia Menor, a la badia d'Adramítium, que es correspon amb l'arxipèlag d'Ayvalık. El seu nom, que sembla provenir de la paraula ἕκατον ('cent'), només indicava un gran nombre d'illes, que alguns diuen que eren vint, i altres quaranta. Segons Estrabó la paraula Ἑκατόννησοι significava «les illes d'Apol·lo», ja que el déu tenia un qualificatiu, Ἕκατος, ('el que encerta [amb les fletxes] des de lluny'). Era un lloc d'adoració d'Apol·lo Ἕκατος. Modernament es van anomenar Musconisi. La principal illa era Pordeselene.